# زوک (سبک موسیقی)
زوک (انگلیسی: Zouk) در موسیقی، یک ضرب‌آهنگ تند و بالاروندهٔ کارناوالی است که در جزایر گوادلوپ و مارتینیک رواج داشت و از اوایل دههٔ ۸۰ میلادی محبوبیت و شهرت جهانی یافت.